# Penny dreadful

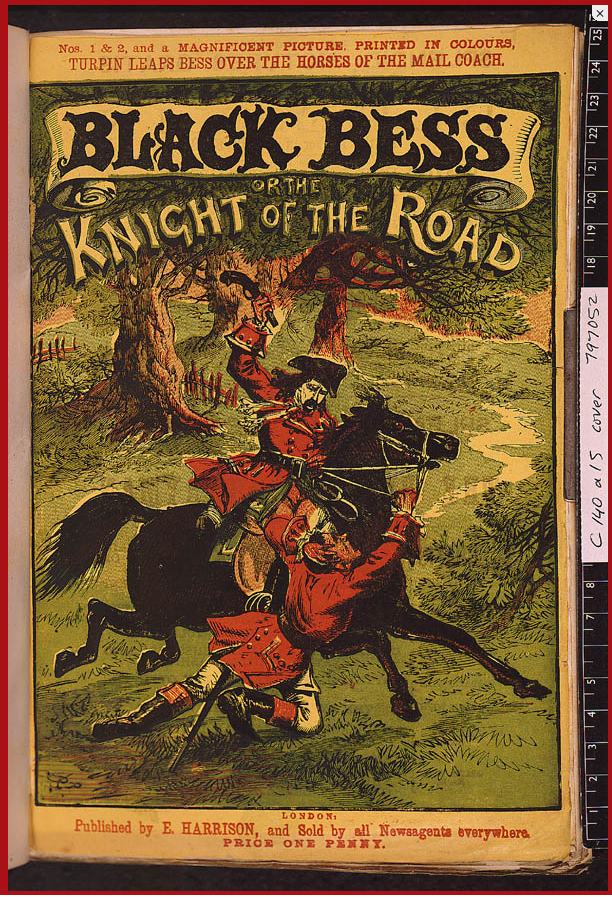
Black Bess o el Caballero del Camino. Una historia romantizada de Dick Turpin, un tema popular en la ficción. Alrededor de 1860

Los penny dreadfuls eran publicaciones seriadas populares y baratas escritas durante el siglo XIX en el Reino Unido. El peyorativo término en inglés es más o menos intercambiable con aquellos de penny horrible, penny awful y penny blood, todos referidos a "horrores (noveluchas) de penique". El término se refiere en general a historias publicadas en partes semanales, cada una con un costo de un penique (penny). Los temas de estas historias eran típicamente sensacionalistas, centrándose en las aventuras de detectives, criminales o entidades sobrenaturales. Publicadas por primera vez en la década de 1830, los penny dreadfuls tenían personajes tales como Sweeney Todd, Dick Turpin o Varney el vampiro. El periódicoThe Guardian describió a los penny dreadfuls como "el primer bocado británico de cultura popular producida en masa para los jóvenes".
Si bien el término "penny dreadful" se usaba originalmente en referencia a un tipo específico de literatura que circulaba en la Gran Bretaña victoriana, llegó a abarcar una variedad de publicaciones que mostraban ficción sensacionalista barata, como los papeles de historias (story papers, una suerte de revistas periódicas literarias que incluían también ilustraciones) y "bibliotecas" de folletos. Los penny dreadfuls se imprimían en papel de pulpa de madera barato y estaban destinados a los jóvenes de la clase obrera. Se vendían más de un millón de estas publicaciones periódicas para chicos a la semana, pero la popularidad de los penny dreadfuls se vio desafiada en la década de 1890 por el auge de otras literaturas que le hacían competencia, especialmente los periódicos de medio penique publicados por Alfred Harmsworth.

## Orígenes
Durante las ejecuciones públicas en el Reino Unido en los siglos XVIII y XIX era común que se vendieran volantes sobre crímenes. Eran a menudo producidos por imprentas especializadas en ellos. Por lo general, se ilustraban con una imagen cruda del crimen, un retrato del criminal o una xilografía genérica de un ahorcamiento. Incluían un relato escrito del crimen y del juicio y, a menudo, la confesión de culpa del criminal. Otro rasgo común eran los versos en doggerel (versos de ritmo y rima irregulares) advirtiéndole a los demás que no siguieran el ejemplo de la persona ejecutada y evitaran su destino.
La Gran Bretaña de la era victoriana experimentó cambios sociales que resultaron en un aumento de las tasas de alfabetización. Con el auge del capitalismo y la industrialización, la gente empezó a gastar más dinero en entretenimiento, lo que contribuyó a que se popularizara  la novela. Las mejoras en la impresión produjeron periódicos como The Spectator de Joseph Addison y The Tatler de Richard Steele, y resultaron en que Inglaterra reconociera más plenamente el singular concepto de leer como una forma de ocio; era, en sí misma, una nueva industria. Otros cambios importantes incluyeron la industrialización y la mayor capacidad de viaje por medio de la invención de vías férreas, locomotoras y la distribución ferroviaria correspondiente (el primer ferrocarril público, el ferrocarril de Stockton y Darlington, se inauguró en 1825). Estos cambios crearon tanto un mercado para la literatura popular barata como la posibilidad de que circulara a gran escala. Las primeras publicaciones seriales de un penique se publicaron en la década de 1830 para satisfacer esta demanda. Entre 1830 y 1850 llegó a haber hasta 100 editores de ficción de penique, además de las muchas revistas que adoptaron el género. Las publicaciones seriadas tenían un precio asequible para los lectores de clase obrera y eran considerablemente más baratas que las novelas serializadas de autores como Charles Dickens, que costaban un chelín [doce peniques] cada tomo.

## Temas

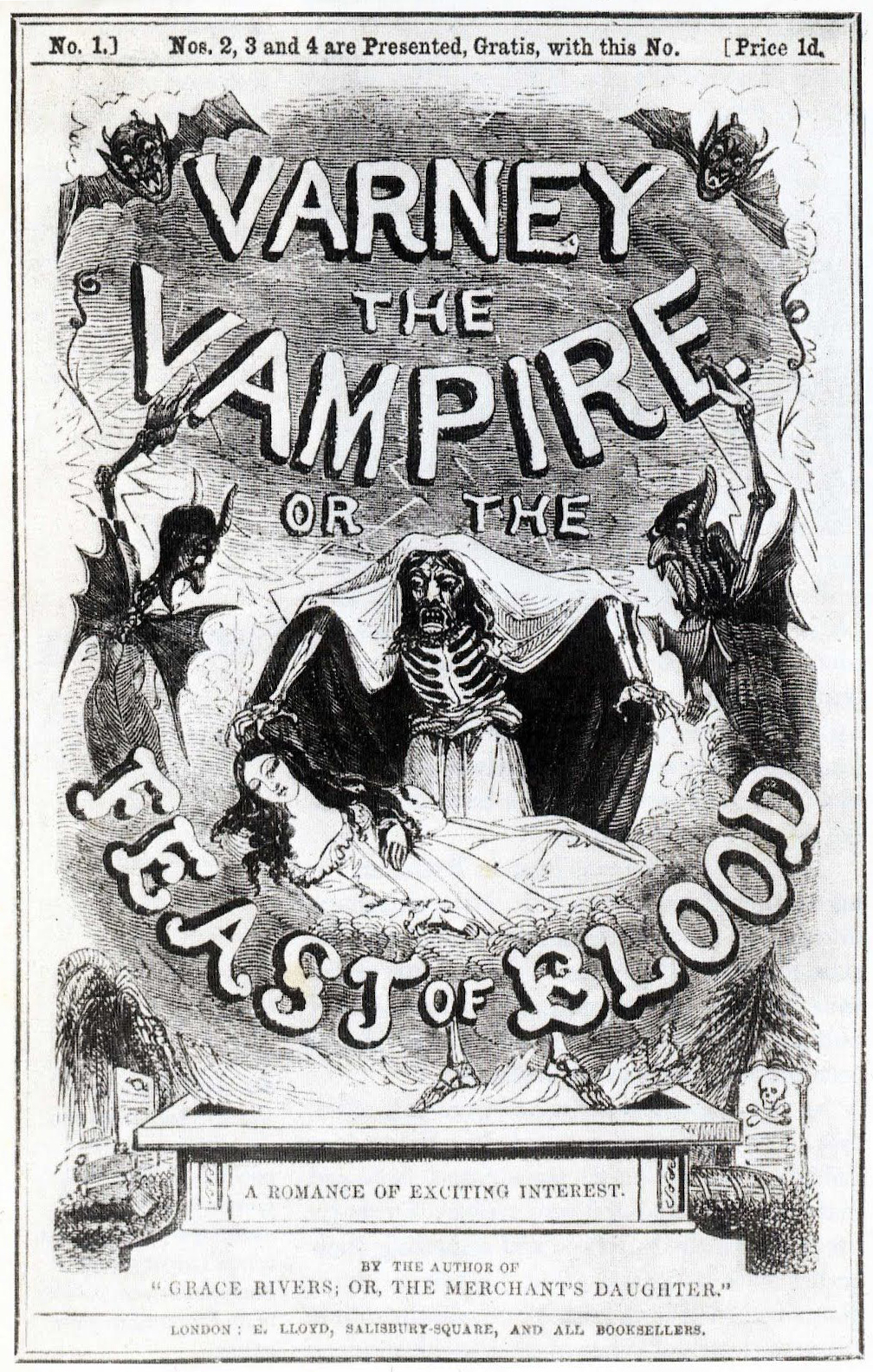
Portada de una publicación de Varney el vampiro (1845)

Las historias propiamente eran reimpresiones, o en ocasiones reescrituras, de los thrillers góticos más antiguos como El castillo de Otranto o El monje, así como nuevas historias sobre criminales famosos, particularemente salteadores. El primer penny dreadful, publicado en 1836, llevaba el título de Lives of the Most Notorious Highwaymen, Footpads, etc (Vidas de los más notorios salteadores, ladrones, etc). La historia continuó a lo largo de más de 60 números, cada uno de ocho páginas de texto compacto y con una ilustración de media página. Algunas de las más famosas de estas penny dreadfuls por partes fueron The String of Pearls: A Romance (en la que aparece Sweeney Todd, "el barbero demoníaco de Fleet Street"), The Mysteries of London (inspirado en el serial francés The Mysteries of Paris ) y Varney el vampiro (1845-1847). Varney es la historia del vampiro Sir Francis Varney, e introdujo muchos de los tropos presentes en la ficción de vampiros que son familiares para el público moderno. Fue, por ejemplo, la primera historia que se refirió a los dientes afilados de los vampiros.
Los salteadores de caminos (en inglés, highwaymen) eran héroes populares. Black Bess o el Caballero del camino, que describe las hazañas en su mayoría imaginarias del bandolero inglés de la vida real Dick Turpin, se extendió por 254 episodios y alcanzó más de 2.000 páginas. Turpin no murió ejecutado sino hasta la página 2.207. Algunas historias espeluznantes pretendían estar basadas en hechos reales: Spring-Heeled Jack era lo que ahora llamaríamos un mito urbano. La primera vez que se le 'vio' fue en 1837, y se le describió con una apariencia aterradora y espantosa, con fisonomía diabólica, manos con garras y ojos que 'parecían bolas rojas de fuego'. Era visto principalmente en Londres, pero aparecía en otras partes, y parece haber sido una fuente de fascinación atemorizada a lo largo de varias décadas. En el apogeo de la histeria por Spring-Heeled Jack, varias mujeres reportaron haber sido atacadas por un hombre monstruoso con garras que escupía llamas azules. El último 'avistamiento' ocurrió en Liverpool en 1904. Otros seriales eran plagios apenas disfrazados de la literatura popular contemporánea. El editor Edward Lloyd, por ejemplo, publicó un número seriales de gran éxito derivados de las obras de Charles Dickens, tales como Oliver Twiss y Nickelas Nicklebery.

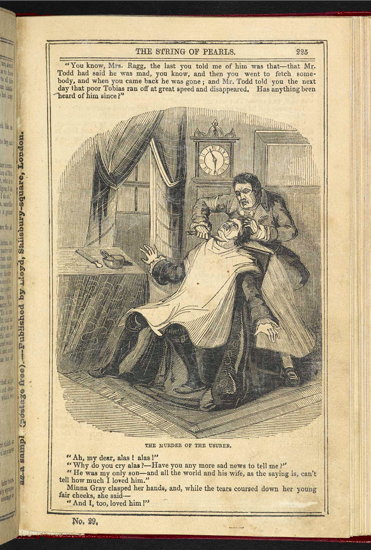
Sweeney Todd asesina a una víctima en The String of Pearls (1846-1847)

La ilustración que aparecía al comienzo de cada edición era parte integral del atractivo de los dreadfuls, y a menudo funcionaba como un adelanto para números futuros. Como lo dijera un lector: "Ves un grabado de un hombre colgado, ardiendo sobre un fuego, y hay quienes se enloquecerían si no lograran saber... todo de él". No es de extrañarse, pues, que el grito de guerra que le daban los editores a sus ilustradores fuera "¡más sangre, mucha más sangre!" 
Los chicos de clase obrera que no podían pagar un penique a la semana formaban con frecuencia clubes para repartirse el costo, pasándose los frágiles folletos de lector a lector. Otros jóvenes emprendedores recolectaban varias partes consecutivas y luego alquilaban el volumen a sus amigos. En 1866, apareció Boys of England (chicos de Inglaterra) como un nuevo tipo de publicación, una revista de ocho páginas que presentaba historias seriadas, así como artículos y cortos de interés. Rápidamente le aparecieron numerosos competidores, con títulos como Boys 'Leisure Hour, Boys' Standard, Young Men of Great Britain, etc. En tanto el precio y la calidad de otros tipos de obras de ficción eran los mismos, estos fueron incluidos también en la definición general de penny dreadfuls.
Apareciendo en la década de 1860, las novelas de diez centavos (dime novels) estadounidenses fueron editadas y reescritas para las audiencias británicas. Aparecían en forma de folleto, como la Boy's First Rate Pocket Library (biblioteca de bolsillo de primera categoría para chicos). Frank Reade, Buffalo Bill y Deadwood Dick eran todos personajes populares entre la audiencia de los penny dreadfuls.
Los penny dreadfuls fueron influyentes puesto que eran, en palabras de un comentarista, "la forma más atractiva y de bajo precio de lectura escapista que estaba disponible para los jóvenes del común, hasta el advenimiento a principios de la década de 1890 de los "halfpenny dreadfuller" ("más horrorosos por medio penique") del futuro magnate de los  periódicos Alfred Harmsworth, que eran aún más baratos. En realidad, las novelas en serie eran excesivamente dramáticas y sensacionalistas, pero en general inofensivas. Más bien al contrario, los penny dreadfuls, si bien obviamente no eran la selección literaria más instructiva o inspiradora, dieron como resultado una juventud cada vez más alfabetizada en el período industrial. La amplia circulación de esta literatura sensacionalista, sin embargo, contribuyó también a un miedo cada vez más grande al crimen en la Gran Bretaña victoriana.

## Declive

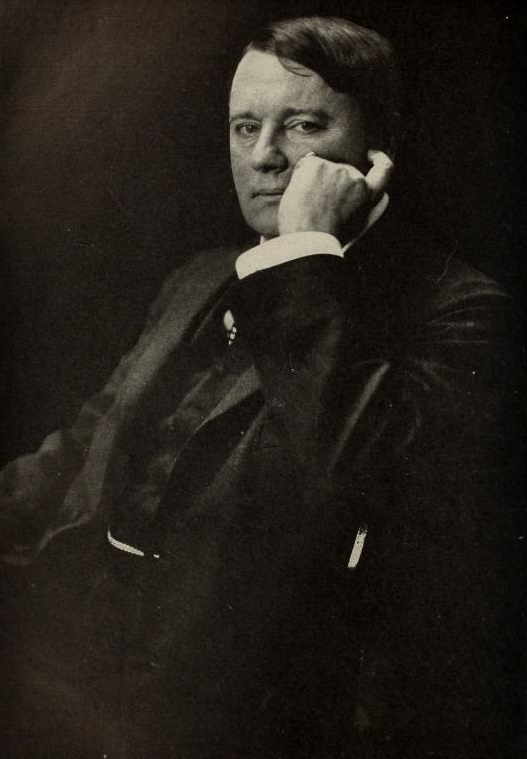
El magnate editorial británico Alfred Harmsworth desarrolló el periodismo popular destinado a la clase trabajadora

La popularidad de los Penny Dreadfuls enfrentó un desafío en la década de 1890 gracias al auge de literatura rival. Liderando tal desafío estaban los periódicos populares publicados por Alfred Harmsworth. Con un precio de medio penique, los periódicos de historias (story papers) de Harmsworth eran más baratos y, al menos inicialmente, más respetables que su competencia. Harmsworth afirmó haberse visto motivado por el deseo de desafiar la perniciosa influencia de los penny dreadfuls. De acuerdo con un editorial en el primer número de The Half-penny Marvel (La Maravilla de Medio Penique) en 1893:
Es casi una ocurrencia cotidiana para los magistrados que les lleven ante sí a muchachos que, habiendo leído una serie de 'dreadfuls', siguieron los ejemplos presentados en tales publicaciones, robaron a sus empleadores, compraron revólveres con las ganancias y terminaron huyendo de sus casas e instalándose en las calles secundarias como 'salteadores'. De este y muchos otros males es responsable el 'penny dreadful'. Convierte en ladrones a la generación venidera y, ayuda así a llenar nuestras cárceles.
A The Half-penny Marvel pronto le siguieron otras publicaciones periódicas de medio penique de Harmsworth, como The Union Jack y Pluck . Al principio, las historias eran cuentos moralistas, supuestamente basados en experiencias reales, pero no pasó mucho tiempo antes de que estos periódicos empezaran a utilizar el mismo tipo de material que las publicaciones a las que hacían competencia. A. A. Milne, el autor de Winnie the Pooh, dijo alguna vez: "Harmsworth mató al penny dreadful con el simple proceso de producir el 'ha'ppeny dreadfuller' (el más horroroso por medio penique)". No obstante, la calidad de los artículos de Harmsworth/Amalgamated Press empezó a mejorar a lo largo de las primeras décadas del siglo XX. Para el tiempo de la Primera Guerra Mundial, periódicos como Union Jack dominaban el mercado en el Reino Unido.
Los penny dreadfuls también enfrentaron el desafío de series de libros como The Penny Library of Famous Books lanzada en 1896 por George Newnes, que los caracterizaba como "penny delightfuls" (deliciosos de penique) y que tenían el propósito de contrarrestar los efectos perniciosos de los penny dreadfuls, y como las Penny Popular Novels (novelas populares de penique) lanzadas en 1896 por W. T. Stead.

## Legado

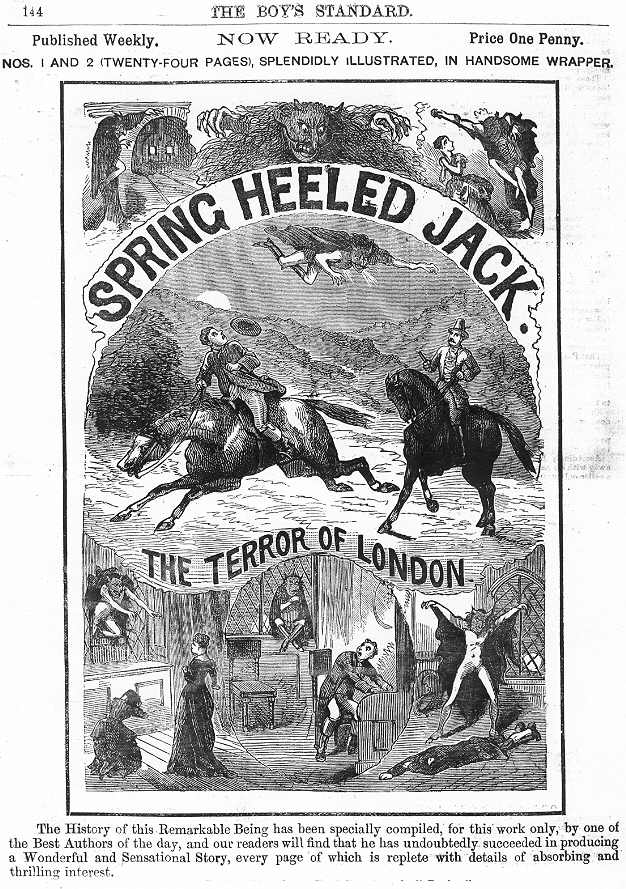
Anuncio de un penny dreadful de 1886 de Spring Heeled Jack, "el terror de Londres"

Una cultura de consumo cada vez mayor, mayores tasas de alfabetización, la industrialización y la invención del ferrocarril (que permitía la distribución masiva) crearon un nuevo mercado de literatura popular barata para las masas y la posibilidad de que se circularan a gran escala. Los penny dreadfuls se crearon en la década de 1830 para satisfacer esta demanda. The Guardian describió Penny Dreadfuls como "el primer bocado británico de cultura popular producida en masa para los jóvenes", y "el equivalente victoriano de los videojuegos". Se vendían más de un millón de periódicos para chicos a la semana.
Dos personajes populares que surgieron de los penny dreadfuls fueron Jack Harkaway, que apareció por primera vez en Boys of England en 1871, y Sexton Blake, quien comenzó en the Half-penny Marvel en 1893. En 1904, el Union Jack se convirtió en "el periódico de Sexton Blake", y a partir de entonces apareció en cada uno de los números, hasta la desaparición del periódico en 1933. En total, Blake apareció en aproximadamente 4.000 aventuras, hasta la década de 1970. Harkaway también fue popular en los Estados Unidos y tuvo muchos imitadores.
El ficticio Sweeney Todd, objeto tanto de un exitoso musical de Stephen Sondheim como de un largometraje de Tim Burton, también apareció por primera vez en un penny dreadful de 1846/1847 titulado The String of Pearls: A Romance de James Malcolm Rymer y Thomas Peckett Prest.
Los penny dreadfuls inspiraron los cómics británicos que comenzaron a surgir en la década de 1870. Describiendo a los penny dreadfuls como "un fenómeno editorial británico del siglo XIX", la BBC añade que su "el hecho mismo de lo desechables que eran (el bajo precio de venta de los folletos significaba que se imprimían en un papel excepcionalmente endeble) ha hecho de los ejemplares sobrevivientes una rareza, a pesar de su inmensa popularidad durante su tiempo."
Entre los productos que han recibido su nombre de los penny dreadfuls se incluyen una canción llamada "Penny Dreadfuls" de Animal Collective, la revista literaria irlandesa The Penny Dreadful y Penny Dreadful, una serie de televisión de terror de Showtime ambientada en la Inglaterra victoriana.